# Liste der Biografien/Harj
Liste der Biografien |
Portal Biografien |
Personensuche
# |
A |
B |
C |
D |
E |
F |
G |
H |
I |
J |
K |
L |
M |
N |
O |
P |
Q |
R |
S |
T |
U |
V |
W |
X |
Y |
Z |
?
 
Ha |
Hd |
He |
Hi |
Hj |
Hk |
Hl |
Hm |
Hn |
Ho |
Hr |
Hs |
Ht |
Hu |
Hv |
Hw |
Hy
 
Haa |
Hab |
Hac |
Had |
Hae–Haf |
Hag |
Hah |
Hai |
Haj |
Hak |
Hal |
Ham |
Han |
Hao |
Hap |
Haq |
Har |
Has |
Hat |
Hau |
Hav |
Haw |
Hax |
Hay |
Haz
 
Hara |
Harb |
Harc |
Hard |
Hare |
Harf |
Harg |
Harh |
Hari |
Harj |
Hark |
Harl |
Harm |
Harn |
Haro |
Harp |
Harr |
Hars |
Hart |
Haru |
Harv |
Harw |
Harx |
Hary |
Harz
Die Liste der Biografien führt alle Personen auf, die in der deutschsprachigen Wikipedia einen Artikel haben. Dieses ist eine Teilliste mit 11 Einträgen von Personen, deren Namen mit den Buchstaben „Harj“ beginnt.

## Harj

### Harja
- Harjakas, Evelin (* 1985), estnische Fußballspielerin

### Harje
- Harjes, Hans-Peter (* 1939), deutscher Geophysiker
- Harjes, Philipp (1860–1933), deutscher Unternehmer und Mäzen
- Harjes, Rolf, deutscher Handballspieler
- Harjes, Stefanie (* 1967), deutsche Illustratorin

### Harjo
- Harjo, Joy (* 1951), US-amerikanische Musikerin und AutorinJoy Harjo (* 1951)

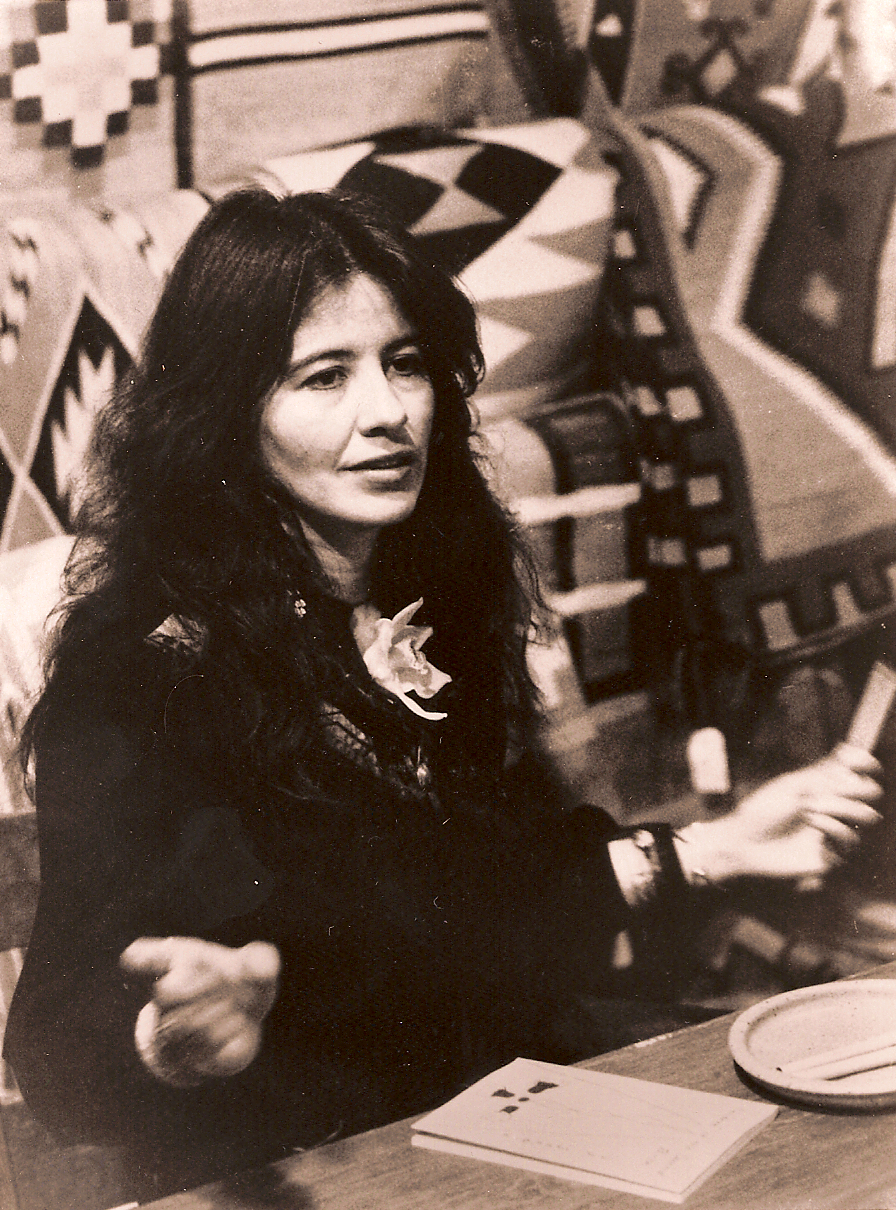
Joy Harjo (* 1951)

- Harjosusanto, Justinus (* 1953), indonesischer Ordensgeistlicher, Erzbischof von Samarinda

### Harju
- Harju, Arsi (* 1974), finnischer Kugelstoßer
- Harju, Efraim (1889–1977), finnischer Mittel- und Langstreckenläufer
- Harju, Johan (* 1986), schwedischer Eishockeyspieler
- Harjula, Tuomas (* 1998), finnischer Biathlet